# Isolepis bicolor
Isolepis bicolor är en halvgräsart som beskrevs av Dugald Carmichael. Isolepis bicolor ingår i släktet borstsävssläktet, och familjen halvgräs. Inga underarter finns listade i Catalogue of Life.